# Jan de Boer (D66)
Jan Albert de Boer (Zwaag, 14 september 1969) is een Nederlands bedrijfseconoom, bestuurskundige, politicus en bestuurder. Hij is lid van D66. Sinds 4 maart 2021 is hij burgemeester van Den Helder.

## Biografie

#### Maatschappelijke loopbaan
De Boer begon op de mavo en via avondstudie ontwikkelde hij zich. Hij studeerde bedrijfseconomie en behaalde in 2014 naast zijn politieke loopbaan een MSc in bestuurskunde aan de TiasNimbas Business School. Van 1995 tot aan het wethouderschap was hij docent economie bij het Kennemer College in Beverwijk en het Tabor College in Hoorn.

#### Politieke loopbaan
De Boer was namens GroenLinks van 2002 tot 2006 gemeenteraadslid van Hoorn en van 2006 tot 2010 was hij er wethouder van economische zaken, sociale zaken, duurzaamheid, communicatie, bedrijventerreinen en klimaat. Van 2010 tot 2011 was hij wethouder van P&O, financiën, ruimtelijke ordening, milieu, dienstverlening, ICT en stadsvisie waterfront in Harlingen. Van 2012 tot 2013, na een overstap naar D66, was hij wethouder van P&O, financiën, openbare ruimte, verkeer, volksgezondheid, decentralisaties en deregulering in Landsmeer.

#### Burgemeester
Vanaf 6 mei 2013 was De Boer burgemeester van Buren. Op 4 maart 2021 werd hij burgemeester van Den Helder. Hij kreeg er openbare orde & veiligheid, toezicht & handhaving (wettelijke taken burgemeester), bestuurlijke coördinatie op aanpak van ondermijning & regionale samenwerking en herdenken & onderscheiden in zijn portefeuille.

#### Privéleven
De Boer is getrouwd en heeft drie kinderen.